# Николай Акимов
Николай Акимов Минков е български режисьор и сценарист. През 1984 година завършва кинорежисура във ВИТИЗ „Кръстьо Сарафов“. Преводач е на художествена литература от английски език. Над 15 заглавия, преведени от него, са излезли на пазара.

## Отличия
За филма „Малка нощна приказка“
- награда на „Международния Кино-теле форум“ (2006, Ялта)
- награда Гран при и награда на журито на пресата на „Деветия Евразийски Кино-теле форум“ (ноември 2006, Москва[1])

## Филмография
- „Човек в космоса“, 1986, (сценарист и режисьор)
- „Магията“, 1986, тв, (сценарист и режисьор)[2]
- „Комитски времена“, 1989, тв, (сценарист и режисьор)
- „Тест „88““, 1989, (актьор)
- „Голгота“, 1994, (сценарист)
- „Клиника на третия етаж“, 1999, 2010, тв сериал, (сценарист и режисьор)
- „Малка нощна приказка“, 2006, (режисьор)

Режисьор е на документалния тв филм за BBT „Балканите отблизо“ и на радиопиесата „Подслушан разговор“, номинирана на фестивала за радио и телевизия „При Европа“ в Берлин през 1997 г.